# مورزویل (پنسیلوانیا)
مورزویل (به انگلیسی: Mohrsville) یک منطقهٔ مسکونی در ایالات متحده آمریکا است که در شهرستان برکس، پنسیلوانیا واقع شده‌است. مورزویل ۳۸۳ نفر جمعیت دارد و ۱۱۰٫۰۳ متر بالاتر از سطح دریا واقع شده‌است.